# Concurso Internacional George Enescu

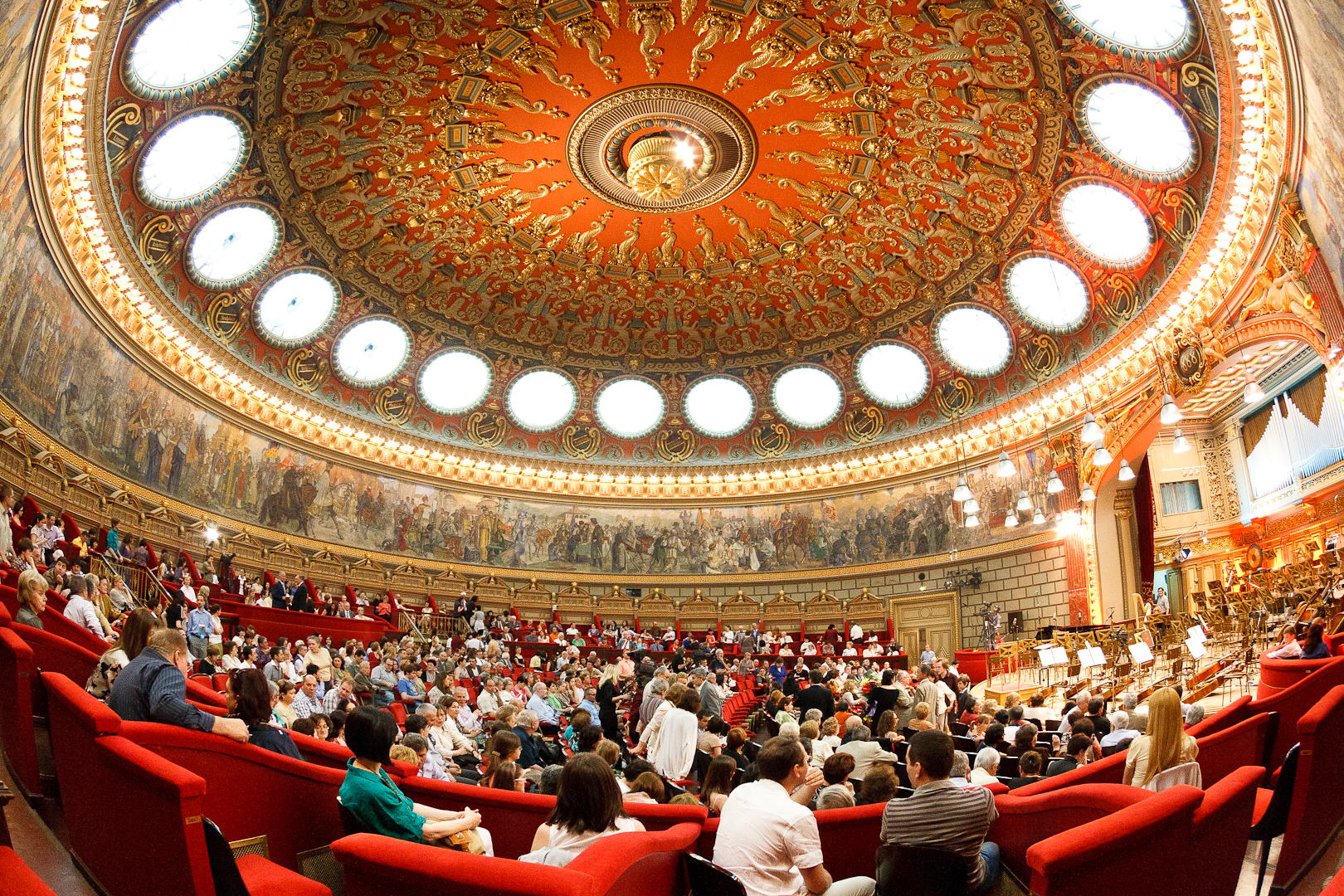
El Ateneo Rumano en Bucarest, Rumania, es una de las sedes principales del Concurso Internacional de Piano George Enescu.

El Concurso Internacional George Enescu es un concurso de música para jóvenes pianistas, violinistas, violonchelistas y compositores, que tiene lugar en Bucarest, Rumania. Ha ayudado a impulsar las carreras de muchos músicos, y entre su lista de ganadores del primer premio se encuentran pianistas legendarios como Radu Lupu, ganador en la edición de 1967. Otros ganadores incluyen a los pianistas rusos Elisabeth Leonskaja, en 1964, y Dmitri Alexeev, en 1970.

## Descripción general
El concurso comenzó en 1958, como parte del Festival George Enescu, y celebró sus primeras cinco ediciones (1958, 1961, 1964, 1967 y 1970) en lo que entonces era la República Socialista de Rumania. Fue considerado, por los países del Bloque del Este, uno de los concursos musicales más prestigiosos. Entre los miembros del jurado hubo músicos famosos como Claudio Arrau, Nadia Boulanger, Arthur Rubinstein, Magda Tagliaferro, Guido Agosti, Florica Musicescu, Dmitri Bashkirov, Carlo Zecchi y Lazar Berman. Probablemente por circunstancias económicas durante la dictadura de Ceausescu, la competición se abandonó en 1970, aunque se reanudó veintiún años después.
El concurso es miembro de la Federación Mundial de Concursos Internacionales de Música en Ginebra.
El concurso y la ceremonia de entrega de premios han tenido lugar históricamente en el Ateneo Rumano, con la asistencia tradicional del alcalde.

## Dotación económica
Los premios de violonchelo, violín y piano están dotados de:
- Primer premio – 15 000 €
- Segundo premio – 10 000 €
- Tercer premio – 5000 €

Premios de composición:
- Premio de música sinfónica – 10 000 €
- Sección de música de cámara – 7000 €
- Premio a la originalidad – 5000 €

## Ganadores

### Sección de piano
| Año        | 1.º                                | 2.º                                           | 3.º                                         |
| ---------- | ---------------------------------- | --------------------------------------------- | ------------------------------------------- |
| yo: 1958   | Ming Qiang Li                      | Michèle Boegner Mikhail Voskresensky (empate) | Dmitry Paperno                              |
| II: 1961   | No adjudicado                      | Arie Vardi Constantin Iliescu (empate)        | Hong-Teng                                   |
| III: 1964  | Elisabeth Leonskaja                | André Gorog                                   | Gabriel Amiras                              |
| IV: 1967   | Radu Lupu Samvel Aloumyan (empate) | Dan Grigore                                   | Anatol Ugorski                              |
| V: 1970    | Dmitri Alexeev                     | Mack McCray                                   | Radu Toescu                                 |
| VI: 1991   | Daniel Goiți                       | Viniciu Moroianu                              | Luiza Borac                                 |
| VIII: 2001 | Diana Ionescu                      | Matei Varga                                   | María-Magdalena Pitu-Jokisch                |
| VII: 2003  | Ilona Timchenko                    | No adjudicado                                 | Razvan Dragnea Evgeny Starodubtsev (empate) |
| IX: 2005   | Irina Zahharenkova                 | Evgeny Izotov                                 | Aimo Pagin                                  |
| X: 2007    | Eduard Kunz                        | Yevgeny Cherepanov                            | Christopher Falzone                         |
| XI: 2009   | Amir Tebenikhin                    | Violetta Kachikian                            | Jongdo An                                   |
| XII: 2011  | No adjudicado                      | Jeung Beum Sohn                               | Mihai Ritivoiu Ilya Poletaev (empate)       |
| XIII: 2014 | Josu de Solaun Soto                | Ilya Rashkovsky                               | Vasilis Varvaresos                          |
| XIV: 2016  | Victoria Vassilenko                | Takuma Ishii                                  | Danor Quinteros                             |
| XV: 2018   | Daria Parkhomenko                  | Daumants liepins                              | Alexander Panfílov                          |
| XV: 2020   | Park Yeon Min                      | Adela Liculescu                               | Marcin Wieczorek                            |

### Sección de violines
- Silvia Marcovici (1970)
- Alejandro Tomescu (1999)
- Nemanja Radulovic (2001)
- Valery Sokolov (2005)
- Anna Tifu (2007)
- Jarosław Nadrzycki (2009)
- Stefan Tarará (2014)[8][9]